# Rosenrot (пісня)
«Rosenrot» — сингл німецького гурту «Rammstein». Зйомки проводилися на півночі румунських Карпат, неподалік від кордону з Україною в Мармарощині.